# 寛子女王
寛子女王（ひろこじょおう、1906年〈明治39年〉2月21日 - 1923年〈大正12年〉9月1日）は、日本の皇族。閑院宮載仁親王の第4女子。母は、三条実美公爵令嬢・智恵子。身位は女王で、皇室典範における敬称は殿下。

## 人物
1906年（明治39年）2月21日、閑院宮載仁親王と同妃智恵子の第4女子（第6子）として誕生。
1923年（大正12年）9月1日、関東大震災の際、神奈川県小田原市の閑院宮御別邸に父・載仁親王、母・智恵子妃および妹・華子女王と滞在中、御別邸が倒壊し、その下敷きとなって薨去。17歳没。
この際、両親および妹も一時倒壊した御別邸の下敷きとなったが、たいした怪我はなく無事であった。また同震災では、鎌倉市で山階宮武彦王妃の佐紀子女王と藤沢市で東久邇宮家の師正王も遭難し、皇族ではあわせて3名が命を落とした。後年、昭和天皇は、皇族の薨去があったことを理由に9月1日を「慎みの日」としていた。
遺体は、駆逐艦夕凪で4日夜に芝浦に運ばれ、同年9月10日に閑院宮邸で午前7時に告別ノ儀を、引き続き東京都文京区の豊島岡墓地にて埋柩ノ儀が執り行われ、午前9時30分に済まされた。
命日に当たる1948年（昭和23年）9月1日、皇籍を離脱して閑院家当主となっていた兄の閑院春仁が小田原の別邸内に供養のため地蔵尊を建立した。

## 親族
- 父：閑院宮載仁親王
- 母：載仁親王妃智恵子
- 兄弟姉妹：篤仁王 - 恭子女王 - 茂子女王 - 季子女王 - 春仁王 - 寛子女王 - 華子女王

## 栄典
- 1923年（大正12年）9月1日  - 勲二等宝冠章[3]